# Lee Elias
Lee Elias (1920-1998) est un auteur de bande dessinée et peintre américain né au Royaume-Uni.
Elias entre dans l'industrie du comic book en 1943, étant notamment remarqué pour son travail sur Black Cat, qui est cependant dénoncé en 1954 par Fredric Wertham dans Seduction of the Innocent.
Inspiré par Noel Sickles et Milton Caniff, Elias travaille brièvement comme assistant de ce dernier sur Terry et les Pirates, puis sur Li'l Abner d'Al Capp avant d'animer de 1952 à 1955 dans l'édition dominicale du New York Daily News son propre comic strip, Beyond Mars (en), une bande dessinée de science-fiction écrite par Jack Williamson.
Il revient ensuite au comic book, créant notamment le super-méchant Eclipso en 1963. Il cesse de dessiner des bandes dessinées après l'arrêt de The Rook (en) en 1982. Il se consacre alors à l'illustration, la peinture et l'enseignement de la bande dessinée.